# Осипов, Василий (гравёры)
С именем Василия Осипова известно два гравёра, жившие в одно время и учившиеся  также в одно время и у одних и тех же преподавателей Императорской Академии художеств. Поскольку в делах академии редко обозначается отчество, большей частью говорится просто Василий Осипов, то разделить их биографии и творчество не представляется вполне возможным. 
Василий Игнатьевич Осипов (1782—?) — солдатский сын. По окончании Академии художеств он был определён 19 августа 1808 года гравёром в Депо карт. В 1814 году им была награвирована семитопографическая карта по реке Одеру; в 1818 году он был произведён в титулярные советники.
Василий Петрович Осипов (2 августа 1780 — ?) — сын дворового человека подполковника А. Ерофеева, родился в селе Покровском на р. Шексне. Известно, что он поступил в академию в 1795 году и в 1800 году числился учеником V-го возраста.
Остальные сведения могут одинаково относиться и к тому, и к другому. 1 сентября 1803 года Василий Осипов получил аттестат первой степени и шпагу; в апреле 1806 года в Совет Академии была представлена пенсионером Василием Осиповым выгравированная им доска, представляющая копию с эстампа Матье «Бегство в Египет»; в том же году, 1 сентября, Василий Осипов получил за «пейзаж» вторую золотую медаль; и в этом же году, вместе с другими, Василий Осипов принял участие в работе по изданию «Атласа Крузенштерна», где им было награвировано «Изображение японского караульного судна и крепости». Кроме того, подпись В. Осипова носит ещё ряд работ.